# PHP Group
PHP Group es un equipo de desarrollo que se encarga de mantener a diario actualizaciones disponibles para el lenguaje PHP. PHP Group en sus comienzos estuvo liderado por los creadores de PHP, aunque esto cambió debido al interés de empresas que usaban este lenguaje en sus páginas web, respectivamente.

## Funciones
Algunas funciones de Php Groups son:
- Desarrollo de módulos para php.
- Desarrollo de extensiones para php.
- Codificación de acceso a datos y mecanismos de comunicación mediante php.

- Datos: Q99273543